# Dolma m/1870

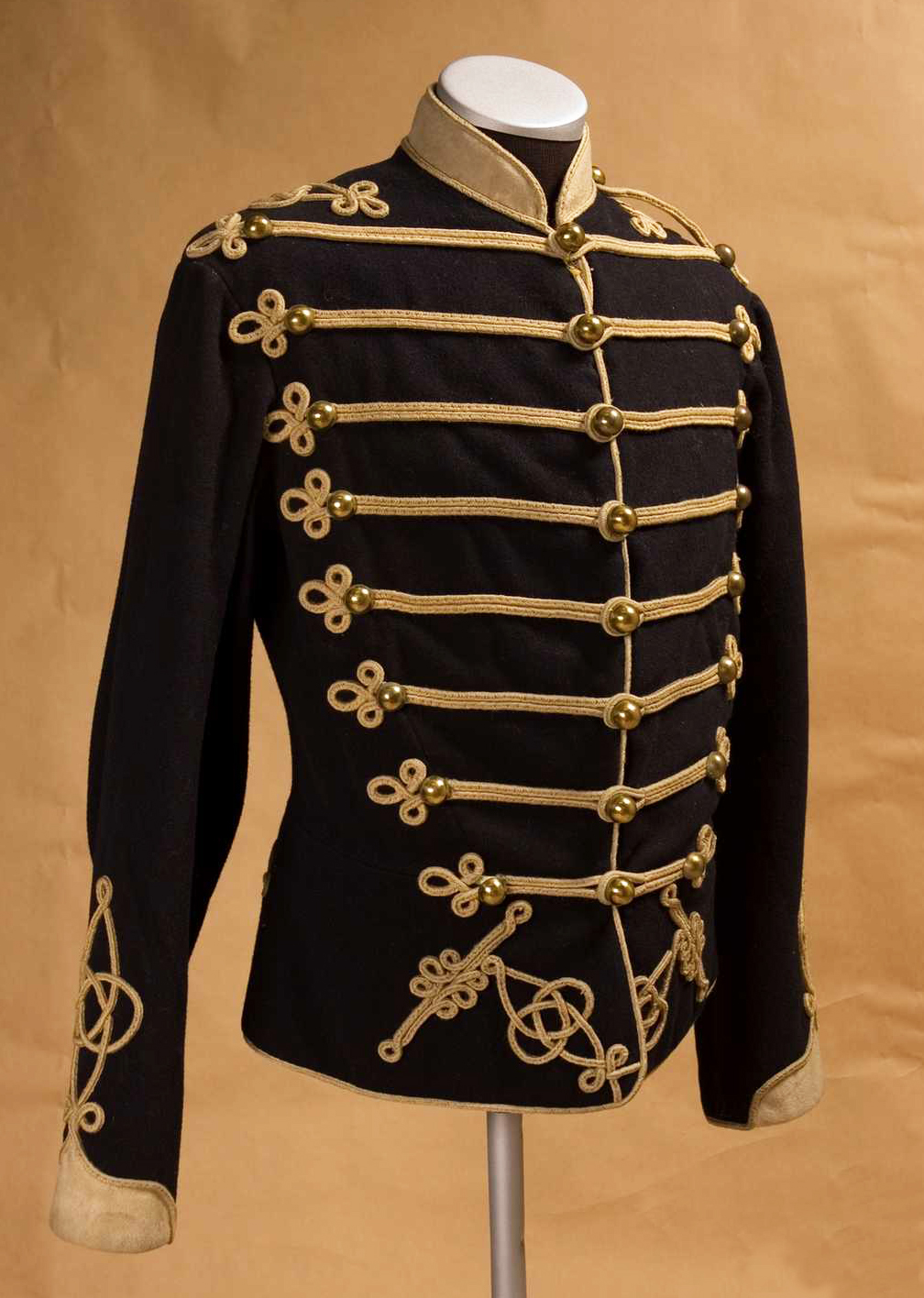
Dolma m/1870 för manskap vid Livregementets husarkår (K 3).

Dolma m/1870 var en dolma som användes inom försvarsmakten (dåvarande krigsmakten).

## Utseende
Dolma m/1870 som är tillverkad i mörkblått kläde har tre knapprader om åtta knappar vardera. Knappraderna förbinds med dubbla grövre fyrkantsnören.

## Användning
Denna dolma användes huvudsakligen inom Kronprinsens husarregemente (K 7) och Livregementets husarkår (K 3).

## Varianter

### Päls m/1870
Päls m/1870 är en vintervariant av dolma m/1870. Skillnaden består framför allt i att den är gjord i päls samt att den hos officerare har totalt tio knappar i varje rad.

## Fotografier

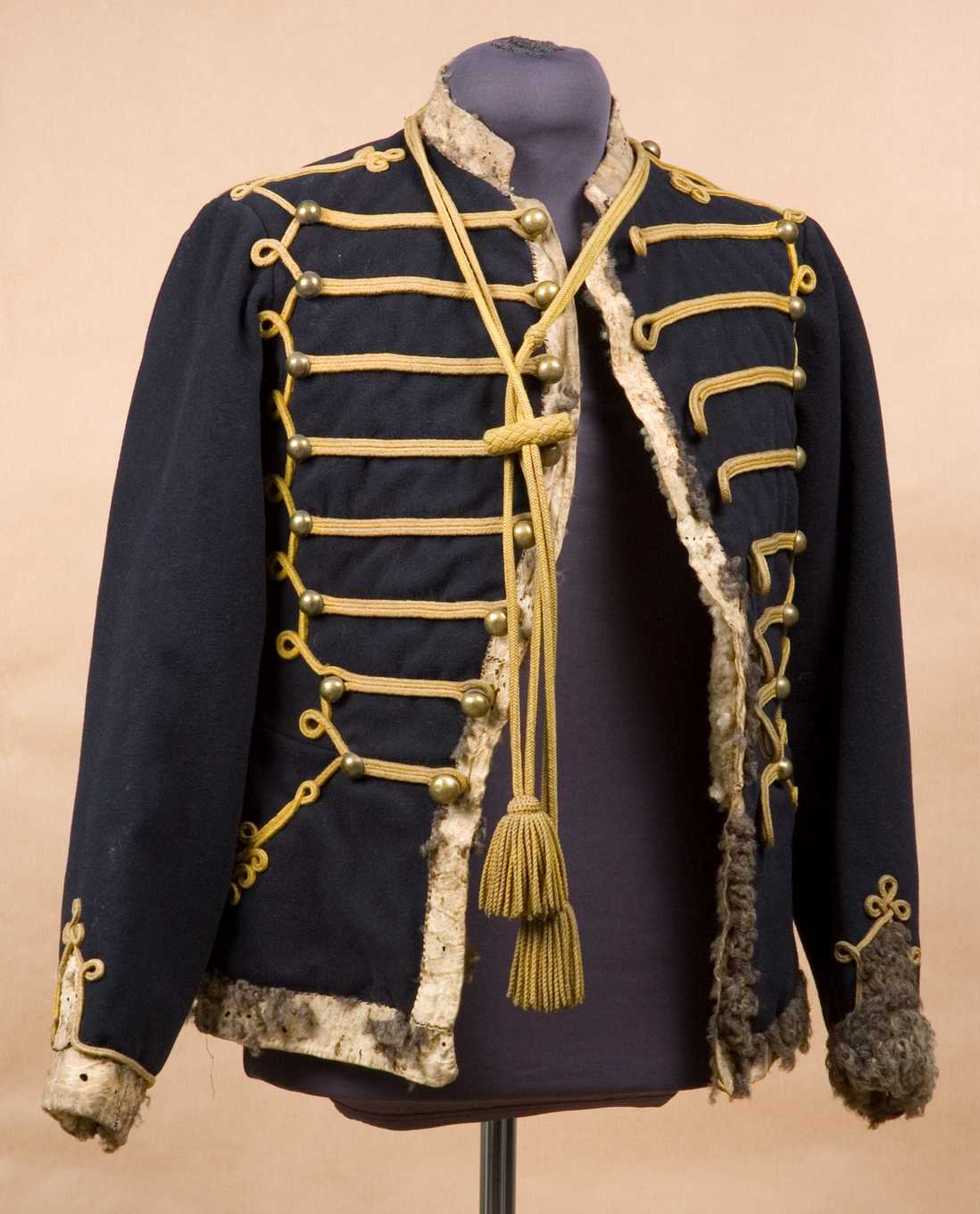
Päls m/1870 för manskap vid Skånska husarregementet (K 5).
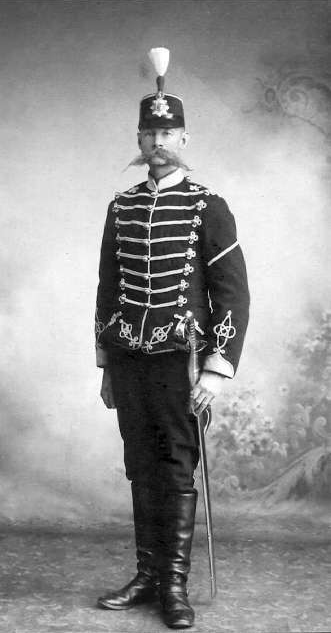
Husaren vid Vestra Nerikes skvadron, nr 83 Ekström, född 1857, antagen 1877, avsked 1907. På porträttet iförd dolma m/1870 och husarmössa m/1895.
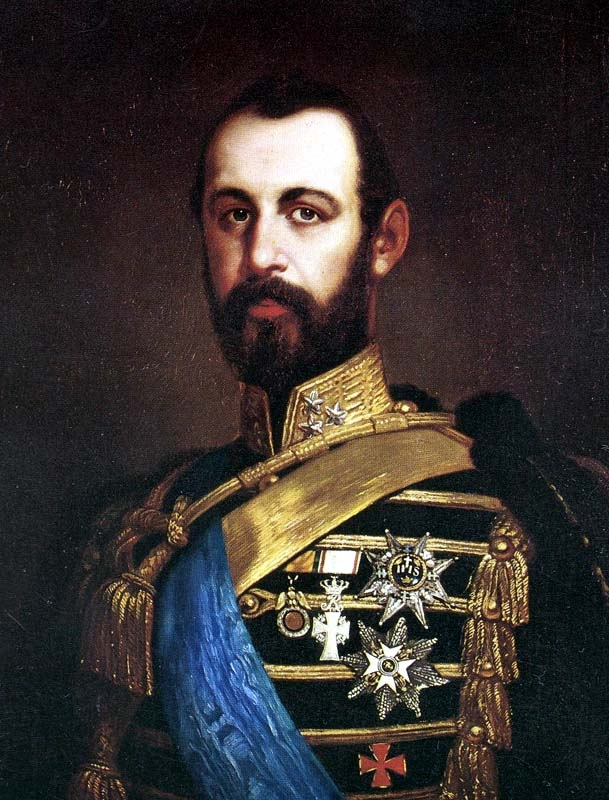
Konung Karl XV av Sverige-Norge i dolma m/1870.